# ソ連人民医師
ソ連人民医師（ロシア語: Народный врач СССР）は、ソビエト連邦の栄誉称号である。

## 概要
ソ連人民医師は、保健省の要請を受けたソビエト連邦最高会議幹部会によって1977年10月25日に創設された。医療という専門性を以て公衆衛生の発展に大きく貢献した者、特別な職業技能や高い道徳的資質を兼ね備え、広く人民に献身する医療施設や外来診療所、産婦人病院、病院および予防医療機関の医師に与えられる栄誉称号である。
ソ連人民医師の称号が与えられた者には、ソビエト連邦最高会議から証書と記章が贈られた。ソ連人民医師を表す記章は右胸に（既にほかの勲章や記章を受けている場合はその上に）佩用した。

## 主な叙勲者
初めてソ連人民医師の称号が贈られたのは1978年8月9日であり、その時は以下の5名が列せられた。
- ヴィクトル・ニコラエヴィチ・ヴァシレンコ
- リュドミラ・ヴァシリエヴナ・エフストラトワ
- ヴィクトル・ミハイロヴィチ・イリイン
- ザギパ・マディエヴナ・マディエワ
- リュドミラ・ニコラエヴナ・ミハイロワ

最後の受章はソビエト連邦の崩壊の5日前である1991年12月20日、キルギスタン共和国オシ州で地方病院の主治医をしていたヴィタリー・プロコーピェヴィチ・セルゲーフであった。